# Oxydia yema
Oxydia yema là một loài bướm đêm trong họ Geometridae.